# Sabotatge
El sabotatge és una acció deliberada adreçada a afeblir una organització política, govern, esforç, organització o empresa mitjançant la subversió, l'obstrucció, la desmoralització, la desestabilització, la divisió, la interrupció o la destrucció de material. De vegades, el sabotatge és utilitzat com una forma d'ineficiència organitzada pels treballadors per a impactar negativament al lloc de treball.

## Etimologia

Un sabot.

Es diu popularment que la paraula sabotatge es va originar de la paraula francesa sabot. A França els Esclops (sabates de fusta) es diuen sabots i es diu que en certa ocasió, els obrers d'algunes fàbriques van usar les seves sabots per a inutilitzar la maquinària, i així mostrar el seu desacord amb els amos. És a dir, van sabotejar les màquines.
Un altre possible origen de la paraula estaria relacionat amb l’ús sabots com calçat, que els feia caminar ineficientment. Per aquest motiu la ineficiència organitzada es denomina, també, com a sabotatge.

## Com a acció industrial
Als inicis de la Revolució Industrial, treballadors qualificats com els luddites (1811-1812) van utilitzar el sabotatge com a mitjà de negociació en els conflictes laborals.
Sindicats com els Industrial Workers of the World (IWW) han defensat el sabotatge com a mitjà d'autodefensa i acció directa contra les condicions laborals injustes.

## Com a tàctica de guerra

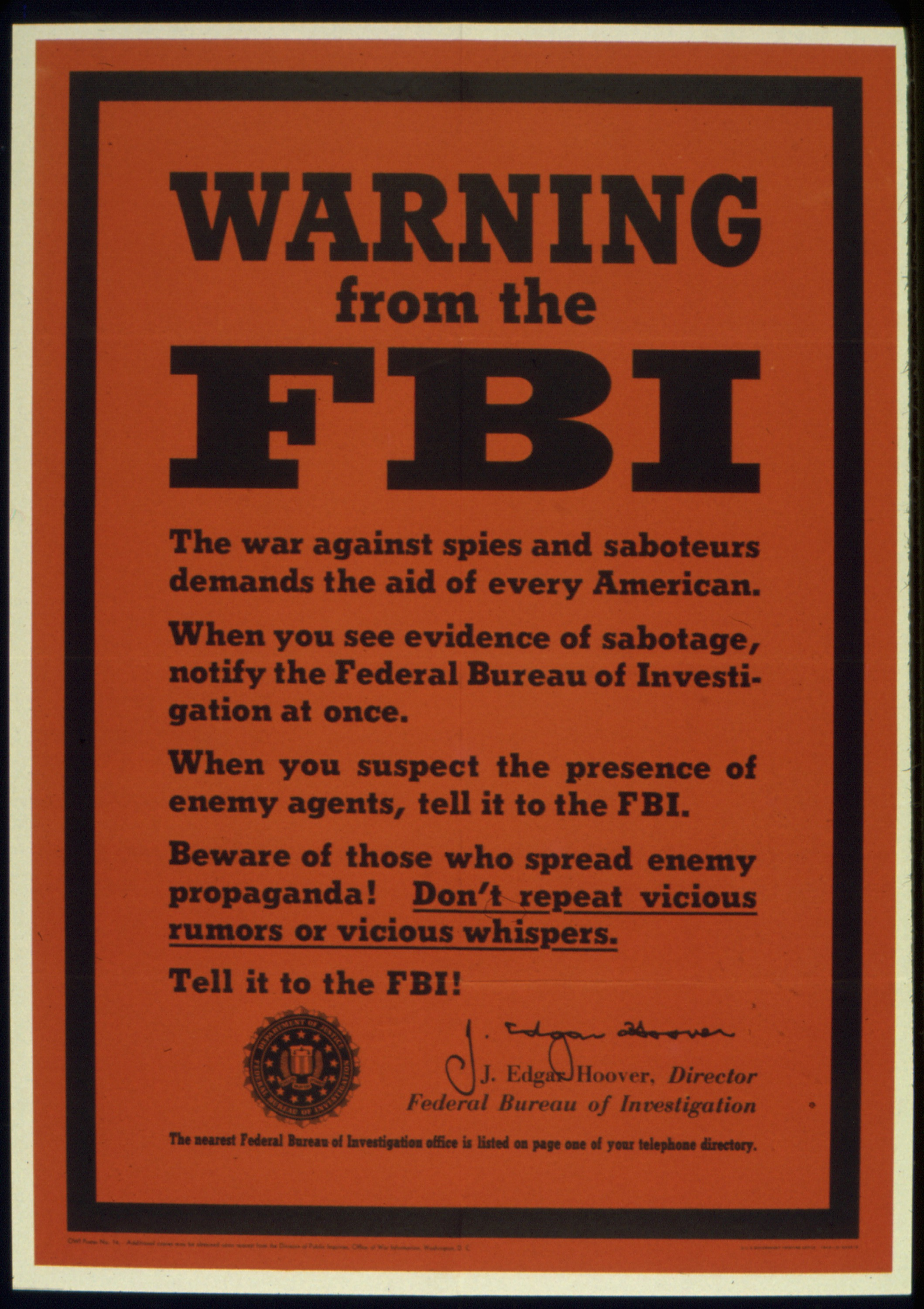
Cartell de la Segona Guerra Mundial dels Estats Units

En temps de guerra, la paraula s'utilitza per descriure l'activitat d'un individu o grup no associat amb l'exèrcit de les parts en guerra, com ara un agent estranger o un partidari autòcton, en particular quan les accions resulten en la destrucció o el dany d'instal·lacions vitals, com ara equipaments, fàbriques, preses, serveis públics, plantes d'emmagatzematge o rutes logístiques. Igual que els espies, els sabotejadors que duen a terme una operació militar amb roba de civil o uniformes enemics darrere de les línies enemigues estan subjectes a processaments i sancions penals en comptes de ser detinguts com a presoners de guerra. És comú que un govern en el poder durant la guerra o els partidaris de la política bèl·lica utilitzin el terme de manera lliure contra els opositors a la guerra. De la mateixa manera, els nacionalistes alemanys van parlar d'una punyalada a l'esquena que els va costar la pèrdua de la Primera Guerra Mundial.
Una forma moderna de sabotatge és la distribució de programari destinat a danyar sistemes industrials específics. Per exemple, se suposa que l'Agència Central d'Intel·ligència (CIA) dels EUA va sabotejar un gasoducte siberià durant la Guerra Freda, utilitzant informació del Dossier Farewell. Un cas més recent pot ser el cuc informàtic Stuxnet, que va ser dissenyat per infectar i danyar subtilment tipus específics d'equips industrials. Segons l'equip objectiu i la ubicació de les màquines infectades, els experts en seguretat creuen que va ser un atac al programa nuclear iranià per part dels Estats Units o Israel.
El sabotatge, ben fet, és intrínsecament difícil de detectar i difícil de rastrejar fins al seu origen. Durant la Segona Guerra Mundial, l'Oficina Federal d'Investigacions (FBI) dels Estats Units va investigar 19.649 casos de sabotatge i va concloure que l'enemic no n'havia causat cap.
El sabotatge en la guerra, segons el manual de l'Oficina de Serveis Estratègics (OSS), varia des d'actes de cops principals altament tècnics que requereixen una planificació detallada i operaris especialment entrenats, fins a innombrables actes simples que poden realitzar els ciutadans-sabotejadors. El sabotatge simple es porta a terme de manera que comporti un perill mínim de lesions, detecció i represàlies. Hi ha dos mètodes principals de sabotatge: la destrucció física i “l’element humà”. Tot i que la destrucció física com a mètode s'explica per si mateixa, els seus objectius són matisats, reflectint objectes als quals el sabotejador té accés normal i discret a la vida quotidiana. ”L’element humà” es basa en oportunitats universals per prendre decisions, per adoptar una actitud no cooperativa i per induir els altres a fer el mateix.
Hi ha molts exemples de sabotatge físic en temps de guerra. Tanmateix, un dels usos més efectius del sabotatge és contra les organitzacions. El manual OSS proporciona nombroses tècniques sota el títol "Interferència general amb les organitzacions i la producció":
- Quan sigui possible, remet tots els assumptes als comitès per a "més estudi i consideració". Intenteu que els comitès siguin tan grans com sigui possible, mai menys de cinc.
- Mencioneu problemes irrellevants amb la major freqüència possible.
- Regateja sobre la redacció precisa de comunicacions, actes i resolucions.
- En assignar tasques, tanqueu sempre primer les feines sense importància, assigneu feines importants a treballadors ineficients amb màquines pobres.
- Insistir en el treball perfecte en productes relativament poc importants; envieu-los de nou per reparar els que tenen el menor defecte. Aprovar altres peces defectuoses els defectes de les quals no siguin visibles a simple vista.
- Per baixar la moral, i amb això, la producció, ser agradable per als treballadors ineficients; donar-los promocions immerescudes. Discriminar als treballadors eficients; queixeu-vos injustament de la seva feina.
- Fer reunions quan hi hagi una feina més crítica per fer.
- Multiplicar els procediments i les autoritzacions implicades en l'emissió d'instruccions, xecs de pagament, etc. Que diverses persones hagin d'aprovar tot allò que ho podria fer un.
- Difondre rumors inquietants que sonin com a informació privilegiada.

De la secció titulada "Dispositius generals per abaixar la moral i crear confusió" surt el següent consell de sabotatge senzill per excel·lència: "Actua com un estúpid".

## Auto sabotatge
En psicologia, l'auto sabotatge es defineix com un comportament que soscava els propis èxits existents o potencials.